# Lac Cambrien
Der Lac Cambrien ist ein See in der kanadischen Provinz Québec.

## Lage
Der Lac Cambrien bildet eine große Flussverbreiterung des Rivière Caniapiscau, einen Quellfluss des Rivière Koksoak, in der Verwaltungsregion Nord-du-Québec. Der 133 km² große See befindet sich auf der Labrador-Halbinsel 180 km südlich von Kuujjuaq. Der Lac Cambrien hat eine Längsausdehnung in Süd-Nord-Ausrichtung von 69 km. Seine maximale Breite beträgt 5 km. Der Rivière Pons mündet unweit des oberen Seeendes in das westliche Seeufer. Weitere Zuflüsse sind Rivière de la Mort und Ruisseau Mitusich. Der Rivière Châteauguay trifft unterhalb des Sees auf den Rivière Caniapiscau.   

## Etymologie
Der See wurde wegen der hier vorkommenden Sedimentgesteine nach dem Erdzeitalter Kambrium benannt.